# Avant Browser
Avant Browser est un navigateur web, sous forme de surcouche d'Internet Explorer.
Avant Browser s'appuie sur les fondations d'Internet Explorer, en lui ajoutant des fonctionnalités supplémentaires et proposant une interface graphique différente. Avant Browser intègre notamment un système de navigation par onglet, permettant une navigation multi-sites plus aisée.

## Moteurs
Avant Browser intègre désormais[Quand ?] le moteur Gecko et celui de Chrome dans une version ultimate.
En 2012, l'application n'est plus vraiment une surcouche, car il est possible d'utiliser le moteur de rendu de Firefox ou Chrome sans qu'il soit installé. Les extensions et plugins propres à chacun sont disponibles.